# Remixes (àlbum de Coldplay)
Remixes és un EP de remescles de la banda anglesa Coldplay llançat a l'estiu de 2003 mitjançant el seu web oficial. Està format per tres cançons i només se'n van editar unes 1000 còpies en un vinil de 12".

## Llista de cançons
| Núm.          | Títol                                                                   | Durada |
| ------------- | ----------------------------------------------------------------------- | ------ |
| 1.            | «Clocks» (Röyksopp Trembling Heart Mix)                                 | 5:40   |
| 2.            | «Clocks» (Röyksopp Trembling Heart Instrumental Mix)                    | 5:40   |
| 3.            | «God Put a Smile Upon Your Face» (Def Inc. Remix – featuring Mr. Thing) | 5:28   |
| Durada total: | Durada total:                                                           | 16:48  |